# Sakaryaspor Kulübü
El  Sakaryaspor Kulübü és un club de futbol turc de la ciutat d'Adapazarı.

## Història
El Sakaryaspor es va fundar l'any 1965 després de la fusió dels clubs Yıldırımspor, Idmanyurdu, Güneşspor i Ada Gençlik.

## Palmarès
- Segona divisió turca (1): 2004
- Copa turca de futbol (1): 1988

## Jugadors destacats
| - Oğuz Çetin - Recep Çetin - Aykut Kocaman - Turan Sofuoğlu - Engin İpekoğlu - Hakan Şükür - Okan Yılmaz - Sergio Ricardo - Dominik Werling - Hakan Tunç - Hüseyin Çakıroğlu (àlies Paşa) - Birol Saat - Zafer Göncüler - Ceyhun Güray - Şenol Çorlu - Nezihi Tosuncuk - Aykut Yiğit - Halil İbrahim Eren | - Rahim Zafer - Tuncay Şanlı - Mahmut Hanefi Erdoğdu - Ümit İnal - Aygün Taşkıran - Hasan Kemal Özdemir - Vedat Uysal - Ali Çebi - Veysel Beşik - Mohamed Ali Kurtuluş - Yasin Çelik - Gökhan Kaba - Aytaç Ak - Rıfkı Manavoglu - Musa Çetiner - Tuna Guneysu - Kemal Yıldırım - Yenal Kaçıra |